# ستيفانو كوزين
ستيفانو كوزين (بالإيطالية: Stefano Cusin)‏ (28 أكتوبر 1968 بإيطاليا - ) هو مدرب كرة قدم ولاعب كرة قدم إيطالي في مركز جناح ‏. لعب مع إتويل كاروغ ونادي تولون ونادي سيرفيت.

## وصلات خارجية
- ستيفانو كوزين على موقع قاعدة بيانات كرة القدم.إي يو (الإنجليزية)